# Bulbophyllum tjadasmalangense
Bulbophyllum tjadasmalangense là một loài phong lan thuộc chi Bulbophyllum.